# Bedřich Kloužek
Bedřich Kloužek (24. září 1920 Vlachovo Březí – 2. července 1995 Praha) byl český sochař a medailér.

## Život
Bedřich Kloužek studoval v letech 1935–1939 na Státní keramické škole a v letech 1945–1949 na Akademii výtvarných umění v Praze u profesora Otakara Španiela. Vystavoval od roku 1946, roku 1952 a v 80. letech také s tzv. 3. střediskem SVU Mánes. Byl členem Svazu českých výtvarných umělců.

## Dílo
Bedřich Kloužek se věnoval portrétní plastice (Národní divadlo, radnice v Liberci) a je také autorem reliéfů v architektuře (Chotěboř), soch ve veřejném prostoru a medailí.

### Známá díla,

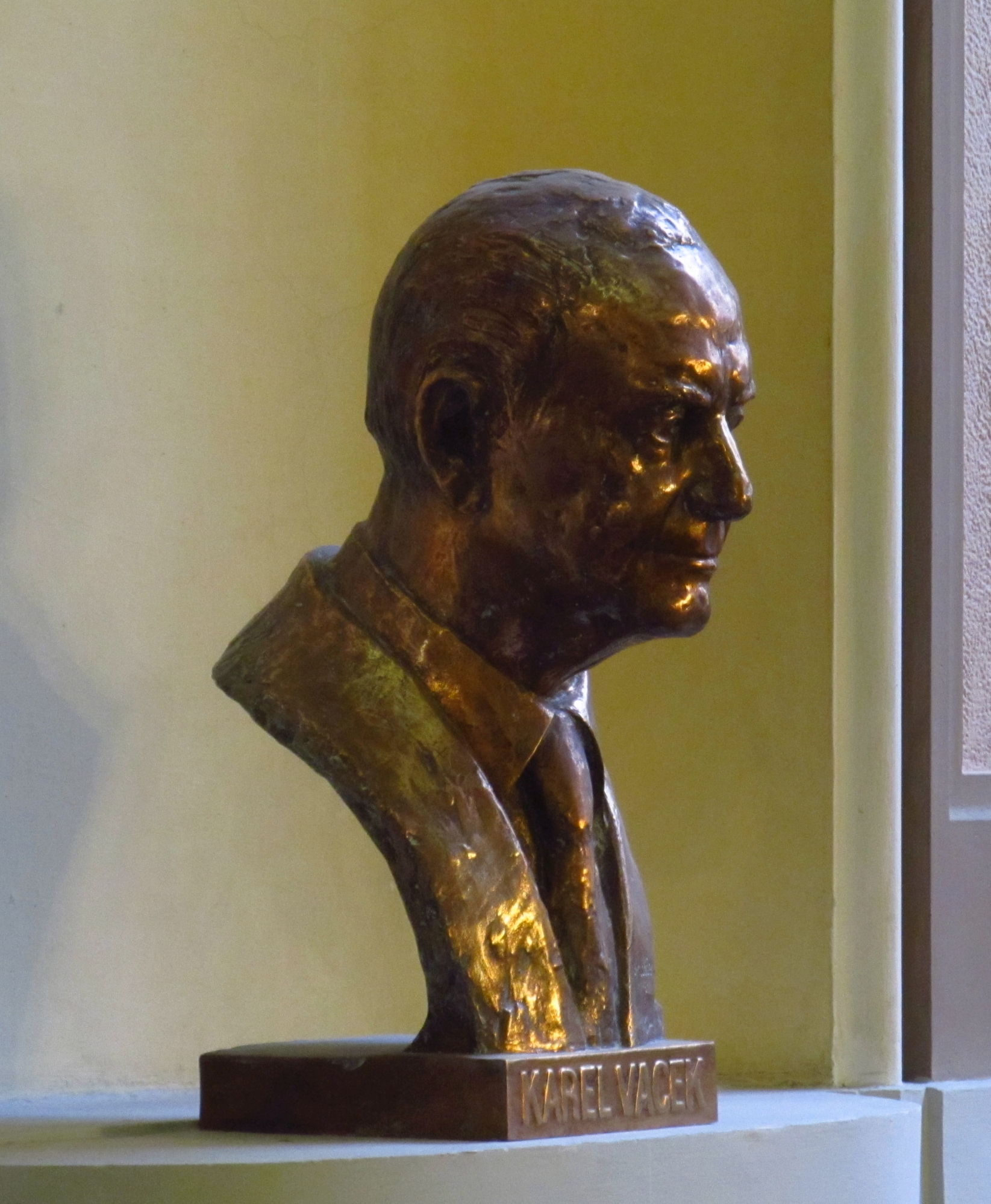
Busta Karla Vacka od sochaře Bedřicha Kloužka II.

- 1954 Část z cyklu 24 keramických reliéfů na náměty z Jiráskových děl: V české expedici, Páter Vrba roznáší knihy, Dík za Jiráskovo museum[1]
- Busta Zdeněk Košler, Národní divadlo[2]
- 1968 Sousoší školka (hořický pískovec), Tyršovy sady, Jablonec nad Nisou[3]
- 1970 Reliéf Františka Buttuly na škole Buttulova 74, Chotěboř
- 1976 Portrét Setrina (pálená glazovaná hlína), Muzeum umění Olomouc
- 1996 Busta Karel Vacek, schodiště liberecké radnice